# Penelope (Teksas)
Penelope – miasto w Stanach Zjednoczonych, w stanie Teksas, w hrabstwie Hill.